# Benet II Paleòleg
Benet II Paleòleg Zaccaria fou senyor de Focea, Quios i altres illes.
Fou fill i successor del seu pare Benet I Zacaries. A la mort d'aquest, Tedèsio Zaccaria, governador de Focea, es va aliar als catalans de Gal·lípoli (1307) per fer front als musulmans, però el 1313 va perdre la ciutat a profit dels romans d'Orient i temporalment es va retirar a Thasos, on va morir i li va succeir Andreolo Cattaneo (mort el 1331).
Benedetto II Paleòleg va morir el 1314 i li van succeir els seus fills Martí Zaccaria i Benet III Zacaries en comú.